# Wiesław Pietrusiewicz
Wiesław Zygmunt Pietrusiewicz (ur. 30 kwietnia 1935 w Grudziądzu, zm. 9 maja 1984 w Warszawie) – doktor nauk medycznych, położnik – ginekolog, wieloletni pracownik I Klinki Położnictwa i Chorób Kobiecych Akademii Medycznej w Warszawie.

## Życiorys, rodzina

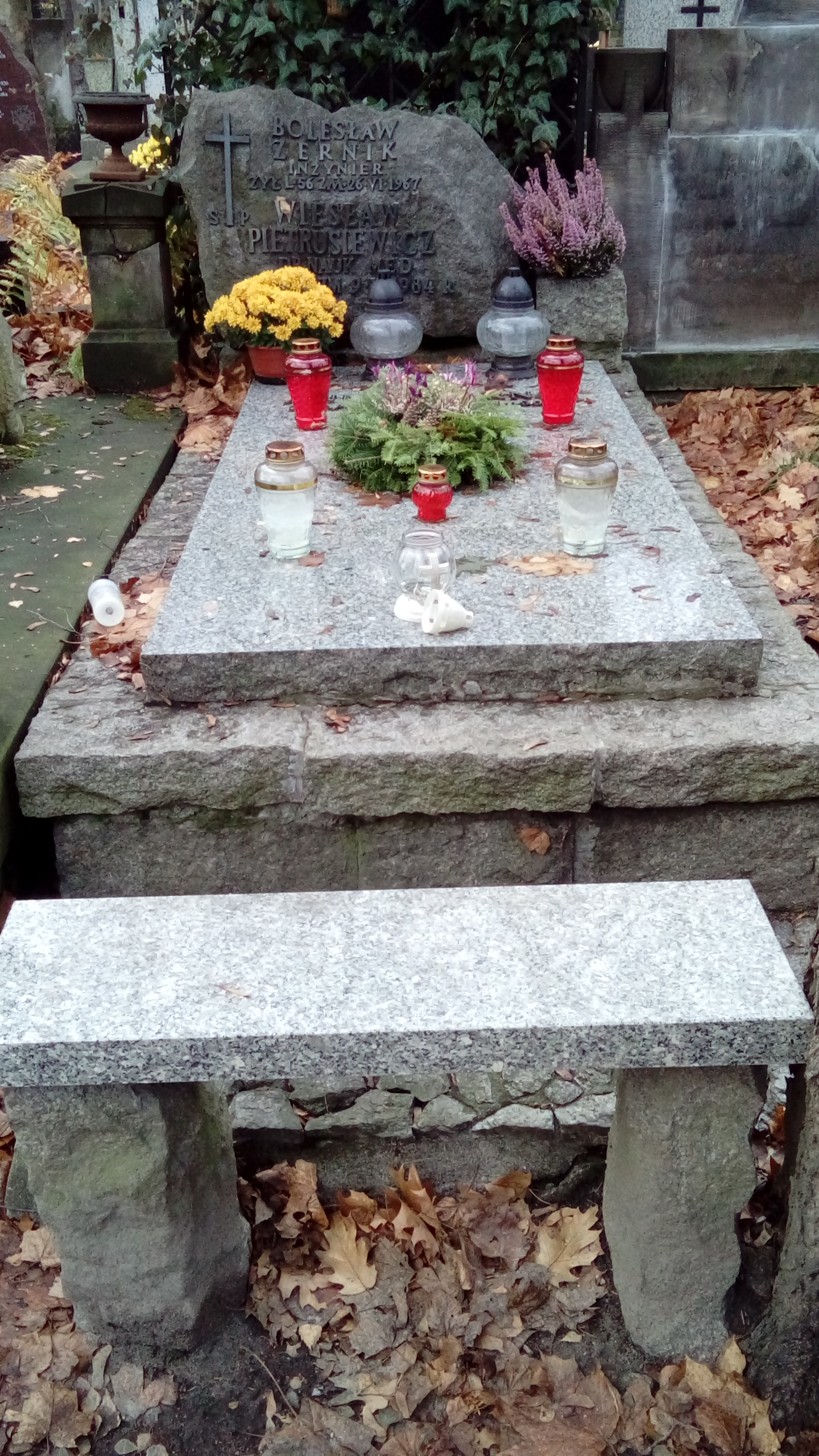
Grób Wiesława Pietrusiewicza na cmentarzu Powązkowskim

Syn Stanisława i Marii Pietrusiewicz z domu Pancer. Miał dwóch braci, z których starszy zmarł jako dziecko, a młodszy po skończeniu Politechniki Warszawskiej zamieszkał w Warszawie. Jego matka pracowała jako nauczycielka języka polskiego w szkole zawodowej. Ojciec Stanisław Pietrusiewicz był magistrem filozofii i profesorem języka polskiego w szkołach średnich – gimnazjach w Koluszkach i Grudziądzu, autorem podręcznika dla nauczycieli Naukowa organizacja w zastosowaniu do pracy w klasach starszych (wyd. 1934). W czasie okupacji był inspektorem miasta stołecznego Warszawy, prowadził tajne komplety w 1943–1944 organizował zebrania konspiracyjne Polskiej Organizacji Narodowej Wojskowej przemianowaną na Armię Polską Tajną z Armią Krajową i Polską Armią Ludową. W czasie powstania wywieziony przez Niemców do obozu Mauthausen-Gusen, gdzie zakończył życie 17 stycznia 1945 r. Matka była w obozie w Limbach, ale przeżyła, wróciła do pracy w szkole – zmarła 14 stycznia 1977 r.
Po ukończeniu szkoły podstawowej kontynuował naukę w III Liceum Ogólnokształcącym im. gen. Józefa Sowińskiego przy ul. Młynarskiej w Warszawie, które ukończył w 1953 roku. Następnie w roku akademickim 1953/1954 rozpoczął studia na Akademii Wychowania Fizycznego i po zakończeniu tego roku przeniósł się do Akademii Medycznej na wydział lekarski, który ukończył 7 września 1961 r. 7 listopada 1963 r. zawarł związek małżeński z Małgorzatą Żernik. 19 października 1968 r. urodził im się syn Jarosław Pietrusiewicz. Do chwili śmierci zamieszkiwali w Warszawie przy ulicy Sewerynów 6.

## Praca zawodowa
Od początku 1958 czynnie uczestniczył w pracach studenckich koła naukowego przy I Klinice Położnictwa i Chorób Kobiecych Akademii Medycznej w Warszawie (równolegle ze studiami i stażami jako wolontariusz pracował w tej klinice). W latach 1958–1959 był członkiem Biura Organizacyjnego Studenckiego Towarzystwa Naukowego, gdzie między innymi pracował w Komitecie Redakcyjnym „Medyk i Medycyna. Biuletyn Studenckiego Towarzystwa Naukowego Akademii Medycznej w Warszawie”. Specjalizację I stopnia z położnictwa i ginekologii uzyskał 20 października 1967, a następnie II stopnia w tej samej specjalności – 13 października 1971.
Był członkiem Polskiego Towarzystwa Ginekologicznego i członkiem Sekcji Cytologii Klinicznej Polskiego Towarzystwa Anatomopatologów. Uczestniczył w dwóch zjazdach naukowych Polskiego Towarzystwa Ginekologicznego (Poznań 1968, Białystok 1971) oraz w zjeździe naukowym Polskiego Towarzystwa Endokrynologicznego (Katowice 1971), brał też czynny udział w posiedzeniach naukowych Warszawskich Oddziałów Polskiego Towarzystwa Ginekologicznego i Endokrynologicznego. W uznaniu wyników pracy naukowo-badawczej czterokrotnie (od 1968 do 1971) był wyróżniany nagrodą Rektora Akademii Medycznej w Warszawie.
Udzielał się również wspierając sport. Był lekarzem, który opiekował się reprezentacją Polski w koszykówce.
Przez pięć lat (1973–1978) pracował jako specjalista położnik-ginekolog w Libii, dokąd skierowany był przez Ministra Zdrowia i Polservice w ramach pomocy dla krajów rozwijających się. Po powrocie do kraju w 1980 w I Klinice Położnictwa i Ginekologii w Warszawie obronił pracę doktorską Ciąża po operacyjnym leczeniu zespołu Steina-Leventhala – analiza kliniczna i statystyczna (promotor prof. Zbigniew Sternadel).
Wiesław Pietrusiewicz zmarł 9 maja 1984, został pochowany na cmentarzu Powązkowskim, kw. 113 rząd 1 gr. 20.

## Publikacje
1. Longin Marianowski, Wiesław Pietrusiewicz. Analysis of cases of eclampsia based on materials of the 1st Clinic of Obstetrics and Women Diseases of the Medical Academy of Warsaw. Diary of the Conference on the Early and Late Pregnancy Intoxications. Lublin: 1966.
2. Tadeusz Bulski, Waldemar Sliwiński, Wiesław Pietrusiewicz. On induced labours. „Polish Gynaecology”, 1967. XXXVIII, 8, 935.
3. Longin Marianowski, Wiesław Pietrusiewicz. Analysis of cases of manual extraction of placenta during the years 1956–1965. „Polish Gynaecology”, 1967, XXXVIII, 8, 847.
4. Grażyna Węcewicz, Wiesław Pietrusiewicz. Hormonal cytodiagnosis of mortified pregnancy. Diary of the XVII Conference of the Polish Gynaecologic Society. Poznań: 1968, 187.
5. Waldemar Sliwiński, Wiesław Pietrusiewicz. Attendance of miscarriages impending Klimovanem. Diary of the XVII Conference of the Polish Gynaecologic Society. Poznań: 1968, 306.
6. Małgorzata Bulska, Zbigniew Stranadel, Wiesław Pietrusiewicz. Klinical aspects of application of ovules in anticonception and in women diseases. „Polish Gynaecology”, 1970, XLI, 8, 877.
7. Waldemar Sliwiński, Zbigniew Sternadel, Wiesław Pietrusiewicz. Klimaren in the period of climacterium of women. „Informational Bullettin”, 1970, XX, 10, 353.